# Cerapterocerus phragmitis
Cerapterocerus phragmitis is een vliesvleugelig insect uit de familie Encyrtidae. De wetenschappelijke naam is voor het eerst geldig gepubliceerd in 1981 door Gordh & Trjapitzin.